# Jacob's Ladder (Dreadlock Pussy)
Jacob's Ladders is de derde single van de Roermondse Nu-Metalband Dreadlock Pussy uitgebracht op het label Seamiew Records. Het nummer is de tweede single van het album Tsumi en  kwam in 2003 uit. Het album is geproduceerd en opgenomen door Stephen van Haestregt in de RS29 studio's te Waalwijk.

## Tracklist
1. Jacob's Ladder
2. March to the End
3. T Minus (acoustic version)
4. Slipped

## Trivia
- T Minus is eerder uitgebracht als de eerste single van het album Tsumi.
- Slipped is een remix van het nummer Slippage van het album Tsumi
- March to the End is het intro van Jacob's Ladder, eerder verschenen op het album Tsumi, maar niet als aparte track
- De videoclip van het nummer is gedeeltelijk in Nijmegen opgenomen en gedeeltelijk (alleen de live-beelden) in Roermond